# Germano Bollini
Germano Bollini (San Marino, 6 novembre 1951) è un ex tiratore a segno sammarinese.

## Biografia
Nato nel 1951 a San Marino, a 32 anni ha partecipato ai Giochi olimpici di Los Angeles 1984, nella gara di pistola 50 metri, chiudendo 51º con 500 punti.